# تپه‌حصار حاجی‌آباد رضوه
تپه حصار حاجی‌آباد رضوه در شهرستان دامغان، بخش صید آباد، روستای رضوه واقع شده و این اثر در تاریخ ۱۲ بهمن ۱۳۸۱ با شمارهٔ ثبت ۷۳۵۱ به‌عنوان یکی از آثار ملی ایران به ثبت رسیده است.